# Chinese Zodiac
Chinese Zodiac è un film del 2012 diretto da Jackie Chan.
Jackie Chan ne è anche soggettista, sceneggiatore, produttore, scenografo e direttore della fotografia. È il sequel del film del 1991 Armour of God II - Operation Condor, sempre diretto da Jackie Chan.

## Trama
Asian Hawk (J.C. nella versione italiana) deve trovare e riportare in Cina le dodici statue a forma di testa degli animali dello zodiaco cinese, rubate dagli eserciti francese e britannico dal Palazzo d'Estate di Pechino nel 1860. La sua missione lo porterà in giro per il mondo ma non sa quello che lo aspetta.

## Produzione
Il film è stato girato in molte zone del mondo, tra cui Pechino, Parigi, Taiwan e Vanuatu. Tra il 18 aprile e il 2 maggio 2012 Jackie Chan è stato a Jelgava in Lettonia, per girare alcune scene acrobatiche presso la galleria del vento verticale Aerodium.

## Promozione
Il 18 maggio 2012 Jackie Chan è stato ospite alla sessantacinquesima edizione del Festival di Cannes per promuovere il film.

## Distribuzione
Il primo trailer ufficiale del film è stato distribuito il 20 maggio 2012.
Il film è stato proiettato in anteprima al Hong Kong International Film Festival il 12 dicembre 2012, ed è stato distribuito nei cinema cinesi, hongkonghesi, malesi, singaporiani e vietnamiti a partire dal 20 dicembre.
In Italia il film è stato trasmesso direttamente in TV su Rai4 nel corso del 2014.